# Белодед, Владимир Исидорович
Владимир Исидорович Белодед (3 сентября 1900,  Рига,  Российская империя —  13 ноября 1944, г. Деж, Трансильвания, Румыния) — советский военачальник, полковник (1942).

## Биография
Родился 3 сентября 1900 года в городе Рига, ныне Латвия. Русский. С сентября 1914 года по июнь 1917 года учился в частной мужской гимназии и реальном училище в Петрограде, затем переехал в город Славянск и работал на фарфоровом заводе токарем по фарфору.

### Военная служба

#### Гражданская война
4 апреля 1918 года добровольно вступил рядовым в Славянский партизанский отряд, затем служил в 1-м Красном полку 11-й армии. В их составе воевал против частей генералов А. М. Каледина, П. Н. Краснова и А. И. Деникина в Донской и Кубанской областях, на Северном Кавказе. В сентябре заболел и был эвакуирован в Царицын, а оттуда — в город Курск, где получил отпуск и убыл в город Витебск. После его окончания в часть не вернулся, а убыл на родину. В мае 1919 года вступил в Славянскую караульную роту, затем в том же месяце перешел в 1-й Бахмутский рабочий полк. С июня был зачислен курсантом на Полтавские командные курсы. В составе полка и курсов принимал участие в боях с деникинскими войсками под Полтавой, Киевом и Лозовой. В сентябре 1919 года переведен на Смоленские командные курсы. В ноябре со сводной бригадой курсантов убыл под Петроград, где воевал против войск генерала Н. Н. Юденича. С декабря продолжил учебу на 5-х Петроградско-Черкасских пехотных курсах. Однако уже через месяц заболел тифом и убыл в отпуск по болезни. После выздоровления с апреля 1920 года продолжил учебу на курсах комсостава при штабе Юго-Западного фронта в городе Харьков. В сентябре окончил их и был назначен командиром взвода в 1-й Латышский полк. Воевал с ним против войск генерала П. Н. Врангеля на каховском плацдарме. С декабря служил в 406-м стрелковом полку в составе 52-й стрелковой дивизии и 13-й отдельной бригады в должностях командира взвода и начальника политпросветкурсов. Участвовал в борьбе с вооруженными формированиями Н. И. Махно в Одесском и Елисаветградском уездах. С ноября 1921 года командовал взводом в 221-м Екатеринбургском стрелковом полку 25-й Чапаевской стрелковой дивизии. В его составе боролся с бандитизмом в Знаменском районе.

#### Межвоенные годы
После войны продолжал служить в той же дивизии в городе Кременчуг командиром взвода, адъютантом и помощником начальника штаба по разведке, помощником командира роты 75-го стрелкового полка. С февраля 1926 года был адъютантом 7-го корпусного авиаотряда ВВС УВО, а в октябре переведен на ту же должность в отдельный стрелковый батальон местных войск в город Балаклея. В том же месяце направлен в Москву на химические КУКС РККА, по окончании которых в сентябре 1927 года был назначен командиром роты в 136-й стрелковый полк 46-й стрелковой дивизии УВО. С ноября исполнял должность начальника химической службы 75-го стрелкового полка 25-й стрелковой дивизии. В марте 1930 года переведен начальником химической службы мотоотряда 45-й стрелковой дивизии в городе Киев. Член ВКП(б) с 1930 года. С июня 1931 года по июнь 1932 года вновь находился на химических КУКС РККА в Москве, а по окончании их назначен начальником химической службы 23-й стрелковой дивизии в городе Харьков. В 1936 году окончил вечернее отделение Военной академии РККА им. М. В. Фрунзе. С июня 1937 года майор  Белодед был начальником химической службы 15-го стрелкового корпуса в городах Чернигов, Коростень, Ковель. С октября 1939 года исполнял должность начальника 1-го отделения химических войск Украинского фронта. В августе 1940 года назначен начальником оперативного отдела — помощником начальника штаба 36-го стрелкового корпуса КОВО в городе Житомир. В марте 1941 года допущен к исполнению должности начальника штаба 193-й стрелковой дивизии.

#### Великая Отечественная война
С началом войны дивизия с 25 июня 1941 года была включена в 5-ю армию Юго-Западного фронта. В ее составе принимала участие в приграничном сражении (севернее Луцка), затем в Киевской оборонительной операции (в районе юго-западнее Коростеня). В сентябре ее части вели бои в окружении в районе города Пирятин. В том же месяце подполковник  Белодед назначается начальником 1-го отделения оперативного отдела сформированной 40-й армии. Ее войска в это время отходили с рубежа реки Десна севернее Конотопа в направлении реки Тим. В начале декабря они вели оборонительные бои на рубеже р. Тим северо-восточнее города Тим. В конце декабря 1941 года по февраль 1942 года армия провела ряд частных наступательных операций на курском и белгородском направлениях. С 3 апреля армия была включена в Брянский фронт 2-го формирования. В начале июня полковник  Белодед был назначен заместителем начальника штаба — начальником оперативного отдела штаба 40-й армии. 9 июня при смене командного пункта армии, вызванного наступлением противника, из-за личной халатности были оставлены несколько ящиков с документами и машиной. За это приговором Военного трибунала Воронежского фронта от 24 августа 1942 года он был осужден по ст. 193-17, п. «а», к 6 годам ИТЛ без поражения в правах условно с испытательным сроком на 3 года. В дальнейшем в той же должности в составе войск Воронежского фронта принимал участие в Воронежско-Ворошиловградской оборонительной, Острогожско-Россошанской, Воронежско-Касторненской наступательных, Харьковских наступательной и оборонительной, Белгородско-Харьковской наступательной операциях, в освобождении Левобережной Украины и битве за Днепр. 24 сентября 1943 года войска армии форсировали реку Днепр в районах Стайки и Ржищева и, захватив плацдарм, вели бои за их удержание. В октябре армия в составе Воронежского (с 20 октября — 1-го Украинского) фронта вела бои на букринском плацдарме, затем участвовала в Киевских наступательной и оборонительной, Житомирско-Бердичевской и Корсунь-Шевченковской наступательных операциях. Приказом по войскам Воронежского фронта от 25 января 1943 года полковник  Белодед был награжден орденом Красного Знамени, а постановлением Военного совета фронта от 18 апреля того же года судимость с него была снята. С 6 ноября 1943 года по 5 января 1944 года исполнял должность начальника штаба 40-й армии, затем вернулся к исполнению своей прежней должности.   
С 24 марта 1944 года он был допущен к командованию 133-й стрелковой Смоленской ордена Богдана Хмельницкого дивизией, которая в это время вела бои на подступах к городу Хотин. Взятием этого города (4 апреля) было завершено освобождение левого берега реки Прут. Затем дивизия перешла государственную границу СССР и вступила на территорию Румынии. В дальнейшем ее части с боями форсировали реку Сирет в районе Слободзии и, продвинувшись вперед, вошли в город Пашкани. За образцовое выполнение заданий командования при форсировании Днепра, овладении городом и важным железнодорожным узлом Бельцы, выход на государственную границу СССР дивизия была награждена орденом Красного Знамени (08.04.1944), а за освобождение г. Хотин — орденом Суворова 2-й ст. (18.04.1944). В августе 1944 года она принимала участие в Ясско-Кишиневской, а в октябре — в Дебреценской наступательных операциях. В ходе последней 23 октября полковник  Белодед был эвакуирован  по болезни  в терапевтический полевой подвижной госпиталь № 638 в городе Деж (Румыния), где 13 ноября  1944 года умер. Похоронен в братской могиле в Центральном парке города Черновцы.  
За время войны комдив Белодед был один раз персонально упомянут в благодарственных в приказах Верховного Главнокомандующего.

## Награды
- орден Красного Знамени (25.01.1943)[5]
- орден Суворова II степени (13.06.1944)[6]
- орден Богдана Хмельницкого II степени (10.01.1944)[7]
- орден Отечественной войны I степени (28.09.1943)[8]
- орден Красной Звезды (22.02.1942)[9]
- медаль «XX лет Рабоче-Крестьянской Красной Армии» (1938)[9]

Приказы (благодарности) Верховного Главнокомандующего в которых отмечен В. И. Белодед.
- За овладение штурмом городами Сату-Маре и Карей — важными опорными пунктами обороны противника в Северной Трансильвании. 25 октября 1944 года, № 204.